# Cristian Tavio
Cristian Tavio (Capital Federal, Buenos Aires, Argentina, 22 de septiembre de 1979) es un futbolista argentino. Juega de defensor lateral o como volante carrilero y su equipo actual es el Satsaid (Moreno).

## Trayectoria
Se destaca su paso por Estudiantes (BA), Olimpo, San Martín de San Juan y Belgrano.

### Belgrano
Uno de sus pasos más recordados en el fútbol argentino, fue su incursión en el Club Atlético Belgrano de la Ciudad de Córdoba, donde participó en la segunda mitad del Torneo Nacional de Segunda División de la temporada 2010/2011. Durante ese paso, formaría parte del plantel que le diera un histórico ascenso al club cordobés a la Primera división del fútbol argentino, más que nada por haberlo obtenido tras jugar un reducido de dos partidos (Promoción), nada más ni nada menos que ante River Plate, uno de los popularmente conocidos como cinco grandes del fútbol argentino. Durante este reducido, una de las acciones que tuvieran a Tavio como protagonista, fue una jugada en la que el delantero Leandro Caruso simulara una infracción en el área, provocando que el referí de turno Sergio Pezzota lo sancione como penal. A pesar de ello, esta pena sería malograda por el delantero Mariano Pavone y el resultado final terminaría favoreciendo a Belgrano, quien terminaría decretando el descenso de River tras 114 años en Primera División. Luego de esta participación, Tavio dejaría el club para retornar al Club Atlético Huracán.

### Huracán
A mediados de 2011, retorna al Club Atlético Huracán por donde ya había tenido un fugaz paso en las temporadas 1999/2001, para incorporarse al primer equipo del Globo. Al principio logra tener continuidad jugando 8 partidos en la primera fase del torneo, pero a causa de sus lesiones no logró continuar con esa línea de continuidad. Vuelve a participar en un partido Oficial, en la Copa Argentina, donde se consigue una derrota histórica ante Excursionistas por penales 3 a 4.

### Estudiantes
A mediados de 2012 retorna al Club Atlético Estudiantes, club en el que ya había jugado en la temporada 2001/2002.

### Platense
El 24 de junio de 2014, firma un contrato de una temporada con el equipo de Platense de la Primera B Metropolitana.

## Clubes
| Club                | País      | Año           | Partidos | Goles |
| ------------------- | --------- | ------------- | -------- | ----- |
| Deportivo Paraguayo | Argentina | 1996 - 1999   | 45       | 1     |
| Huracán             | Argentina | 1999 - 2001   | 1        | 0     |
| Estudiantes (BA)    | Argentina | 2001 - 2002   | 38       | 9     |
| Olimpo              | Argentina | 2002 - 2003   | 27       | 2     |
| Independiente       | Argentina | 2003 - 2004   | 5        | 0     |
| Banfield            | Argentina | 2004 - 2005   | 25       | 2     |
| Colón               | Argentina | 2005 - 2006   | 11       | 0     |
| Arsenal             | Argentina | 2006          | 3        | 0     |
| Olimpo              | Argentina | 2007 - 2008   | 38       | 1     |
| San Martín (SJ)     | Argentina | 2008 - 2009   | 25       | 3     |
| Racing Club         | Argentina | 2009 - 2010   | 3        | 0     |
| Atlético Tucumán    | Argentina | 2010          | 11       | 0     |
| Belgrano            | Argentina | 2011          | 17       | 0     |
| Huracán             | Argentina | 2011 - 2012   | 18       | 1     |
| Estudiantes (BA)    | Argentina | 2012-2014     | 34       | 1     |
| Platense            | Argentina | 2014          | 0        | 0     |
| Satsaid (Moreno)    | Argentina | 2015-presente |          |       |

## Palmarés

### Campeonatos nacionales
| Título             | Club                   | País      | Año  |
| ------------------ | ---------------------- | --------- | ---- |
| Primera B Nacional | Huracán                | Argentina | 2000 |
| Primera B Nacional | Club Atlético Belgrano | Argentina | 2011 |